# Bundesautobahn 64
Pour les articles homonymes, voir A64.
La Bundesautobahn 64 (ou BAB 64, A64 ou Autobahn 64) est une autoroute allemande mesurant 14 kilomètres.

## Histoire
Cette autoroute relie l'autoroute luxembourgeoise A1 près de Grevenmacher à l'autoroute allemande A1 près de Trèves.